# Yenne
Yenne is een gemeente in het Franse departement Savoie (regio Auvergne-Rhône-Alpes). De plaats maakt deel uit van het arrondissement Chambéry. Yenne telde op 1 januari 2022 3.045 inwoners.

## Geschiedenis
Yenne was in de middeleeuwen een ommuurde plaats met drie stadspoorten. De zuidelijke poort gaf uit op de weg naar Novalaise, de oostelijke poort op de weg naar Chambéry en de westelijke poort op de Rhône. Het Canal de la Méline voerde water van de Rhône door de stad en op dit kanaal werden watermolens gebouwd. In Yenne waren leerlooiers actief.

## Geografie
De gemeente ligt aan de Rhône. De oppervlakte van Yenne bedroeg op 1 januari 2022 23,36 vierkante kilometer; de bevolkingsdichtheid was toen 130,4 inwoners per km².

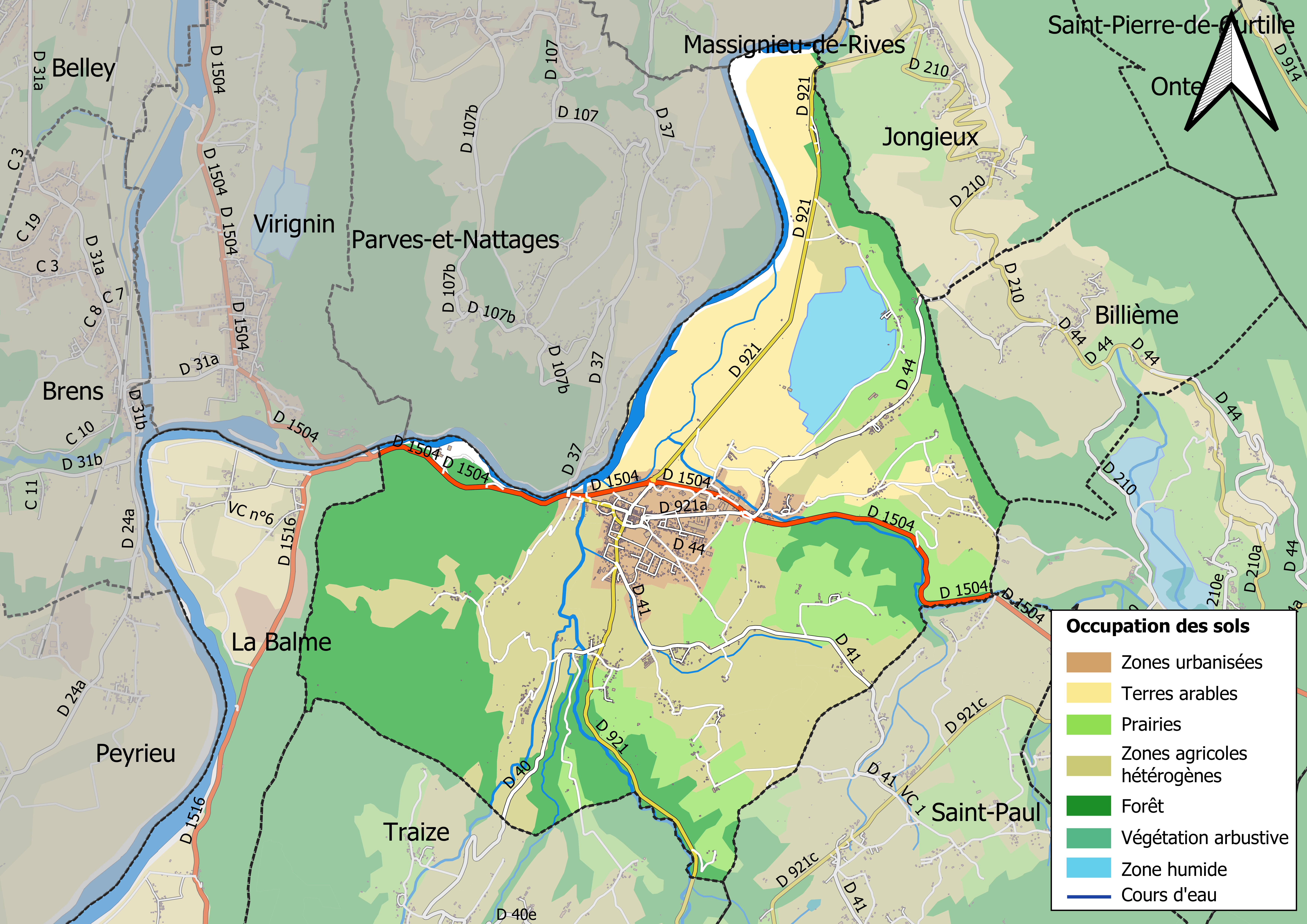
Kaart van de gemeente met belangrijkste infrastructuur, bodemgebruik en omliggende gemeenten

## Demografie
Onderstaande figuur toont het verloop van het inwonertal (bron: INSEE-tellingen).

## Bezienswaardigheden

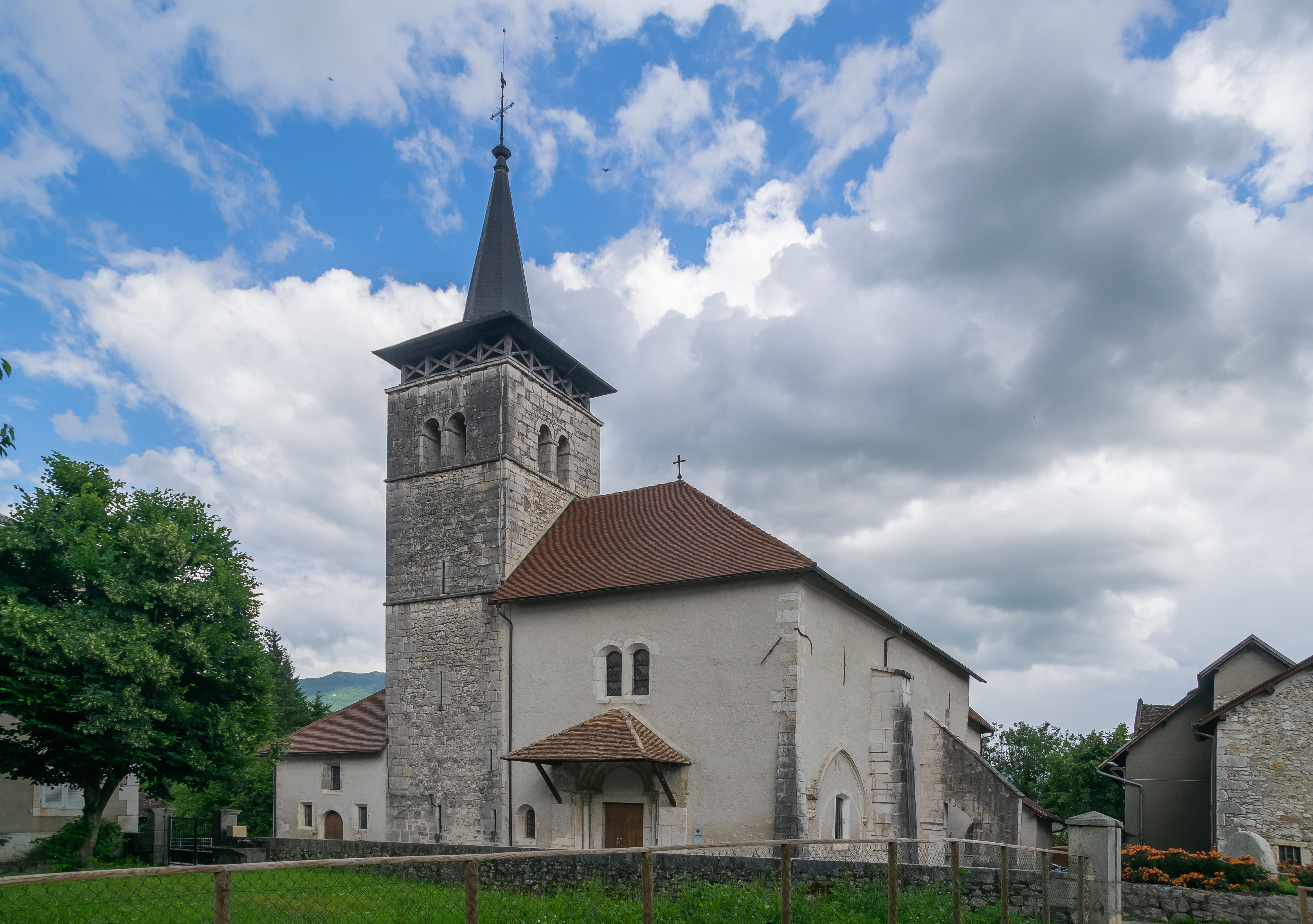
Kerk Notre-Dame de l'Assomption (12e-14e eeuw)

De kerk Notre-Dame de l'Assomption is beschermd als monument historique. Het gebeeldhouwd portaal van de kerk stamt uit de 12e eeuw. Verder wordt het straatbeeld in het centrum bepaald door 16e-eeuwse huizen die rijke burgers hier lieten bouwen. Deze huizen zijn smal aan de straatzijde maar geven uit op een achtertuin die liep tot aan de stadsmuur.

## Geboren in Yenne
- Charles Dullin (1885-1949), acteur, producent, toneelregisseur en toneeldirecteur